# Витамикс
Vitamix е американска компания, която произвежда блендери за потребители, както и за ресторантьорството и хотелиерството.
Компанията е основана през 1921 г. от Уилям Гроувър Бърнард. Vitamix е частна собственост и се управлява от семейство Бърнард. Седалището на компанията е в Олмстед, Охайо. В компанията работят около 700 души. Vitamix става първата компания, която снима (през 1949 г.) и пуска (през 1950 г.) телевизионна реклама на продукта под формата на телевизионно предаване.

## История
През 1921 г. Уилям Гроувър Бърнард основава компания The Natural Food Institute.
През 1937 г. компанията пуска първия си модел блендер, наречен Vita-Mix.
През 1949 г. компанията пуска първата телевизионна реклама за продукта в САЩ. Продължителността на видеото е 30 минути.
През 1964 г. Бил Бърнард, син на Уилям Бърнард, променя името на компанията на Vita-Mix Corporation.
През 1969 г. компанията пусна блендер Vitamix 3600, който е първият в света с допълнителни функции, като приготвяне на гореща супа, месене на сладолед, смилане на зърнени храни и месене на тесто за хляб.
През 1985 г. Джон Бърнард и брат му създават Mix'n Machine, високоскоростен професионален блендер.
През 2009 г. д-р Джоди Берг става президент на Vitamix. Джоди Берг представлява четвъртото поколение на семейство Бърнард на тази позиция. През 2011 г. Берг също поема поста CEO.
През 2012 г. компанията за първи път пуска блендер с мощност 2,2 к.с. – модел Vitamix 5300.

## Скандали
През 2006 г. компанията Blendtec завежда дело срещу Vitamix Corporation за нарушение на патента за дизайн. Съдът на щата Юта присъжда на Blendtec обезщетение в размер на приблизително 23 милиона долара. Това се превръща в най-голямото дело за патент в историята на щата Юта.
През 2018 г. компанията изтегля повече от 100 000 артикула поради дефекти в закрепването на острието.